# Neocolobopterus marginicollis
Neocolobopterus marginicollis är en skalbaggsart som beskrevs av Edgar von Harold 1859. Neocolobopterus marginicollis ingår i släktet Neocolobopterus och familjen Aphodiidae. Inga underarter finns listade i Catalogue of Life.